# Scott Weinrich

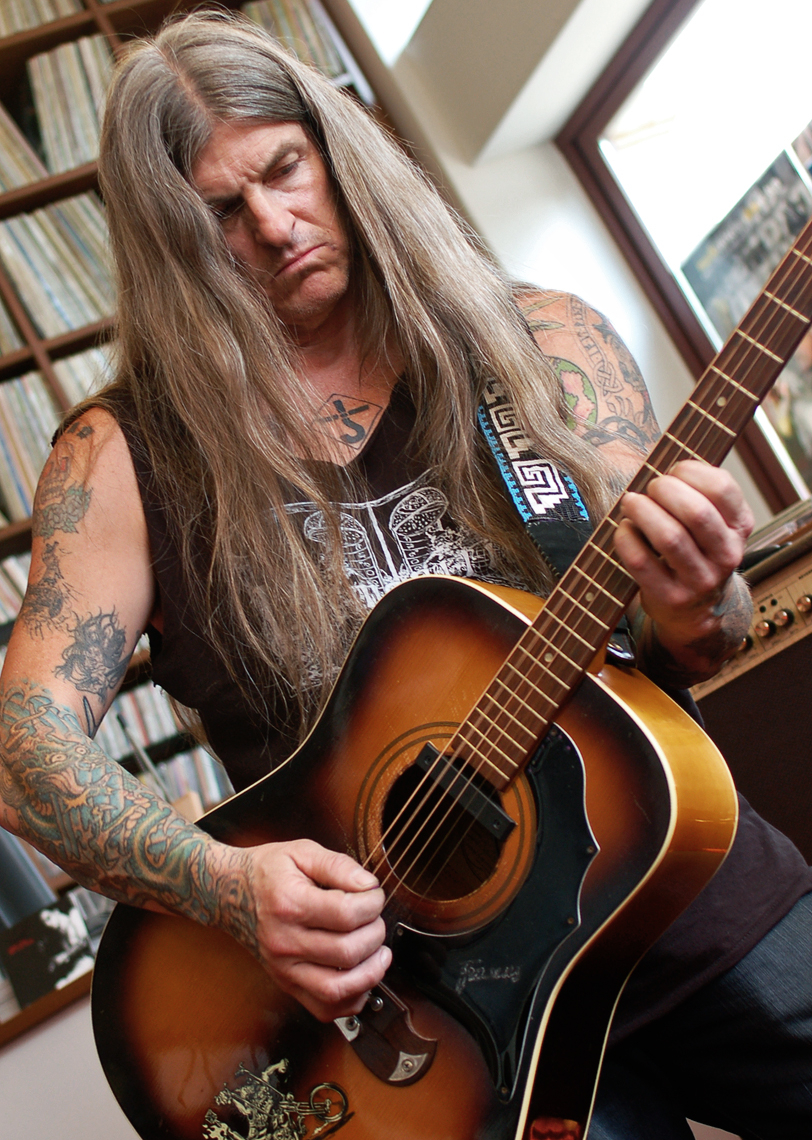
Scott Weinrich bei der Präsentation des Albums Adrift (2010)

Robert Scott „Wino“ Weinrich (* 29. September 1961 in Maryland, USA) ist ein amerikanischer Doom-Metal-Musiker, der mit Bands wie The Obsessed, Saint Vitus, Spirit Caravan, Place of Skulls oder The Hidden Hand bekannt wurde.

## Leben
Scott „Wino“ Weinrich erlernte während seiner High-School-Zeit das Gitarrespielen. 1977 gründete er The Obsessed, wo er nicht nur den Posten des Gitarristen, sondern auch den des Sängers und des Songwriters übernahm. Die Band veröffentlichte zwei Demos und war auf dem Sampler Metal Massacre VI von Metal Blade Records mit dem Song Concrete Cancer vertreten.
Als Saint Vitus 1986 ihren Sänger Scott Reagers ersetzen mussten, nahm Weinrich seinen Platz ein. Mit ihnen spielte er 1986 Born Too Late ein. Aber bereits 1990, nach den Alben Mournful Cries (1988) und V (1989) verließ Wino die Band auf Grund eines Streites mit Bandleader Dave Chandler.
Daraufhin reformierte Wino The Obsessed und veröffentlichte mit ihnen zunächst die LP The Obsessed, eine Compilation mit altem Material aus den frühen Achtzigern. Es folgten zwei weitere Alben, zwei Singles und ein Dokumentationsvideo, bis sich The Obsessed schließlich 1995 wegen fehlender Medienpräsenz und der damit verbundenen schlechten Verkaufszahlen auflösten. Die Band reformierte sich im Jahr 2012 und brachte 2017 das Album 'Sacred' via Relapse Records auf den Markt.
Da Weinrich immer wieder Drogenprobleme hatte, wurde er 2014 auf einer Tour mit seiner damaligen Band 'St. Vitus' in Norwegen verhaftet und entsprechend in die USA ausgewiesen, was ihm ein 5-jähriges Einreiseverbot nach Europa bescherte. Er versäumte es zudem, eine erneute Einreisegenehmigung zu beantragen. Aus diesem Grund mussten 'The Obsessed' ihre geplanten Auftritte im Jahr 2019 absagen.

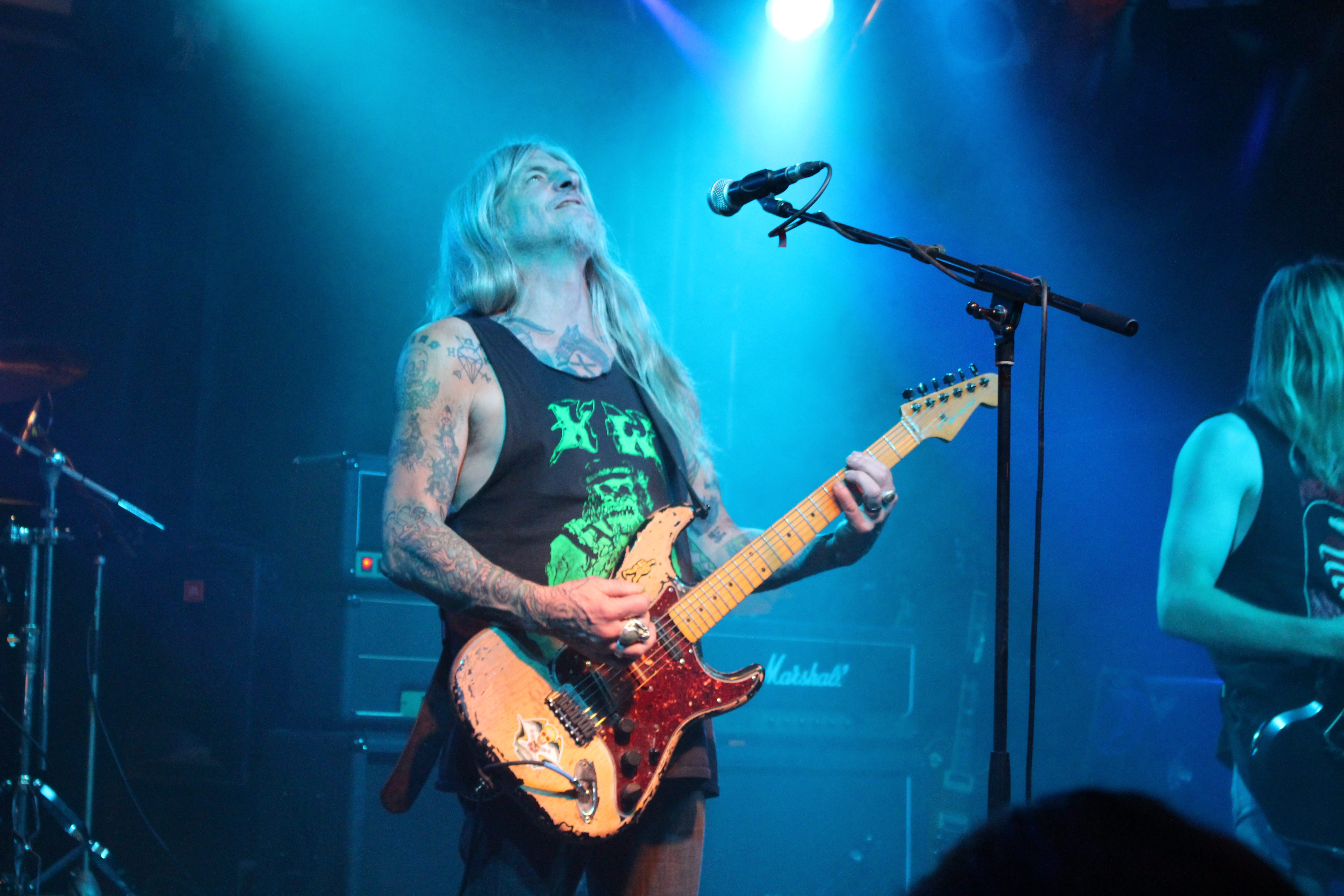
Scott „Wino“ Weinrich bei einem Auftritt mit The Obsessed im Musikclub 7er in Mannheim (2023)

Danach verfiel Wino in schwere Depressionen und lebte auf der Straße. Schließlich kehrte er 1996 nach Maryland zurück (er hatte seine Heimat 1980 in Richtung Kalifornien verlassen) und wurde dort von seinen alten Weggefährten Gary Isom (Schlagzeug) und Dave Sherman (E-Bass; † 2022) zu einer Jamsession überredet. Kurze Zeit später gründete das Trio die Band Shine, die sich während der Aufnahmen zu ihrem ersten Album zu Spirit Caravan (nach einem Song von The Obsessed) umbenannte.
Die Band veröffentlichte zwei Alben und diverse Beiträge zu Samplern und Compilations. Spirit Caravan trennte sich 2002 wegen der finanziellen Situation der Bandmitglieder. Wino gründete nach einem kurzen Gastspiel bei Place of Skulls seine neue Band The Hidden Hand. Doch auch diese Band hielt nur bis 2007, da Wino wegen unlauterer Geschäftsgebaren seiner Partner keine Perspektive mehr für die Band sah, obwohl in fünf Jahren drei erfolgreiche Alben veröffentlicht und mehrere Tourneen absolviert wurden, davon die letzte und längste im Frühling 2007 durch Europa.
Wino arbeitete außerdem 2004 an Dave Grohls Projekt Probot mit, bei welchem er einen Song singt und Gitarre spielt und ebenso die Gitarre im Video Shake Your Blood bedient.
Anfang des Jahres 2009 erschien sein erstes Soloalbum Punctuated Equilibrium, das wie seine anderen LPs seit 1999 bei Southern Lord veröffentlicht wurde. Die schlicht „Wino“ genannte Band absolvierte im Frühjahr 2009 eine Tour durch Europa. Allerdings liegt die Gruppe seit dem Tod des Bassisten Jon Blank, der an einer Drogenüberdosis starb, auf Eis. Im Jahr 2010 folgte jedoch sein Akustikalbum Adrift, ebenfalls unter dem Namen Wino, bei Exile on Mainstream Records.
Ebenfalls 2009 trat Wino der Band Shrinebuilder bei, einem Allstar-Projekt aus der Doom-Metal-/Stoner-Rock-Szene. Die Band veröffentlichte 2009 bereits ihr erstes Album.
Im Februar 2010 ging Wino mit seinen alten Saint-Vitus-Kollegen auf Europatour. Im selben Jahr entstand das Musikprojekt Premonition.
Im Sommer 2011 wurde dann das Album '13' unter dem Bandnamen Premonition 13 veröffentlicht.
In seiner langen Musikerkarriere hat Wino bereits mit Musikern wie Lemmy Kilmister, Bill Ward & Geezer Butler (von Black Sabbath) und Dave Grohl (Nirvana, Foo Fighters, Probot und vielen anderen mehr) zusammengearbeitet.

## Stil
Wino stimmt seine Gitarre regelmäßig 2 – 5 Halbtöne tiefer. Er spielt fast ausschließlich Gibson Les Pauls und 1960er Marshall Stacks oder den Sunn Model T. Dadurch entsteht ein sehr warmer, wabernder, aber auch matschiger Gitarrensound. Wino spielt nur bei Saint Vitus reinen Doom Metal. Bei seinen anderen Bands hört man mehr Stoner Metal, also ein Gemisch aus Hard Rock, Doom Metal und Stoner Rock.

## Veröffentlichungen
mit Saint Vitus
- 1986: Born Too Late
- 1987: Thirsty & Miserable (EP)
- 1988: Mournful Cries
- 1989: V
- 1990: Live
- 1991: Heavier Than Thou (Compilation)
- 2007: Reunion 2003 (DVD)
- 2011: Born Too Late (7")
- 2012: Lillie F-65

mit The Obsessed
- 1984: Iron & Stone (7")
- 1990: The Obsessed
- 1991: Lunar Womb (1991)
- 1994: The Church Within (1994)
- 1995: Altamont Nation (7")
- 1999: Incarnate (Compilation)
- 2001: The Obsessed v.s. The Mystick Krewe of Clearlight (Split-7")
- 2017: Sacred (Relapse Rcords)

mit Shine
- 1997: Powertime (Kassette)
- 1997: Shine (7")

mit Spirit Caravan
- 1999: Jug Fulla Sun
- 1999: Dreamwheel (EP)
- 1999: Spirit Caravan v.s. Sixty Watt Shaman (Split-7")
- 2001: Elusive Truth
- 2002: Spirit Caravan (7")
- 2004: The Last Embrace (Compilation)

mit Place of Skulls
- 2003: With Vision

mit The Hidden Hand
- 2003: De-Sensitized (7")
- 2003: Divine Propaganda
- 2004: Night Letters w/ Wooly Mammoth (Split-EP)
- 2004: Mother Teacher Destroyer
- 2005: Devoid of Colour (CD/DVD)
- 2007: The Resurrection of Whiskey Foote

mit Wino
- 2009: Punctuated Equilibrium
- 2010: Live at Roadburn 2009
- 2010: Adrift
- 2012: Heavy Kingdom (zusammen mit Conny Ochs)
- 2012: Labour of love (zusammen mit Conny Ochs)
- 2012: Songs Of Townes Van Zandt (zusammen mit Scott Kelly und Steve Von Till)
- 2020: Forever Gone (Riple Music RIPLP128)

mit Shrinebuilder
- 2009: Shrinebuilder
- 2011: L•I•V•E

mit Premonition 13
- 2011: Switchouse (7")
- 2011: 13

### Als Gastmusiker
mit Lost Breed
- 1987: Wino Daze

mit Gypsy Moth
- 1993: Intergalactic Traders (EP)

mit The Mystick Krewe of Clearlight
- 2000: Acid King v.s. The Mystick Krewe of Clearlight (Split-EP)

mit Probot
- 2004: Probot

Weitere
- 2004: Paul Chain with Wino, “Nibiru Dawn” from Unreleased Vol. 2
- 2015: Sons of Huns - While Sleeping, Stay Awake
- 2015: Saviours (ft. Wino) - Hot Rails To Hell (BLUE ÖYSTER CULT cover/Decibel Magazine 2015)